# Поліцай (Косинка)
«Поліцай» — новела українського письменника Григорія Косинки. Етюд написано в 1920 році, в якому автор у нарисовій формі майстерно відтворив враження зі свого життя.

## Історія написання
Етюд вперше було віддруковано в Києві в 1920 року в збірці «На золотих Богів». Цей коротенький літературний ескіз — описує нехарактерні для Косинчиної творчості події (бодай уже тим, що темою є міське життя), але цей ескіз: свідчення пошуків автором «своєї» — найближчої за світовідчуттям і світоусвідсмленням — традиції, до котрої Косинка має намір долучитися.

## Стилістичні особливості
Уже в ранніх творах Косинки дослідники відокремили головну особливість - його тяглоість до імпресіонізму. Характерним для імпресіоністичної поетики Григорія Косинки є використання алогічних, фрагментарних,  обірваних, майже не пов’язаних між собою реплік дійових осіб. А більшість тем, діалогів та подій він черпав зі свого життя, тому всі ці твори мають риси автобіографічності.

## Бібліографічний опис

### Перше видання
- 1920 року збірка «На золотих Богів» — перша самостійно-авторська збірка. Витримала кілька публікацій, до читачів дійшли примірники видані повторним тиражом в київському видавництві Сокіл в 1922 році[1]. Оригінал друкованого документу зберігається в ЦНБ АН України. Рукописний відділ, ф.54, №3, №4, ф.248, №9.

### Публікації
Надалі вже новела публікувалася в авторських збірках.
- Косинка Г. Вибрані оповідання / Г. Косинка. — Вид. 2-ге. — Київ ; Харків : Держ. вид-во України, 1929. —- 228 с.;

Потім тривалий час творчість Косинки замовчувалася, лише з середини ХХ століття він повернувся до читача, а за ним і новела «На бураки».
- Косинка Г.  Твори / Г. Косинка. — Київ : Молодь, 1972. — 222 с., [4] арк іл. — (Шкільна бібліотека). Вибрані твори. — Харків : Ранок, 2009. — 334, [1] с. — (Серія "Українські класики" : у 12 т.; т. 5);

- Косинка Г. Гармонія : оповідання, публіцистика, спогади про Григорія Косинку / Г. Косинка. — Київ : Дніпро, 1988. — 604, [1] с., [13] арк іл.;

- Косинка Г. Заквітчаний сон : оповідання, спогади про Г. Косинку / Г. Косинка. — Київ : Веселка, 1990. — 285, [2] с. [4] арк іл., портр.;

- Косинка Г. В житах : [оповідання] / Г. Косинка. — Київ : Школа, 2007. — 300, [2] с. — (Бібліотека шкільної класики).;

- Косинка Г. Вечірні тіні: оповідання / Г. Косинка. — Харків : Важпромавтоматика, 2007. — 320 с.: портр. — (Серія "Грамота").